# توم بيلي
توم بيلي (بالإنجليزية: Tom Bailey)‏ (1 يناير 1888 في المملكة المتحدة - ) هو لاعب كرة قدم بريطاني (وحمل سابقاً جنسية المملكة المتحدة لبريطانيا العظمى وأيرلندا) في مركز الوسط. لعب مع ستوك سيتي ونادي والسول ولينكولن سيتي أف سي وBurton United F.C. ‏.

## وصلات خارجية
- توم بيلي على موقع قاعدة بيانات كرة القدم.إي يو (الإنجليزية)